# Vatapá

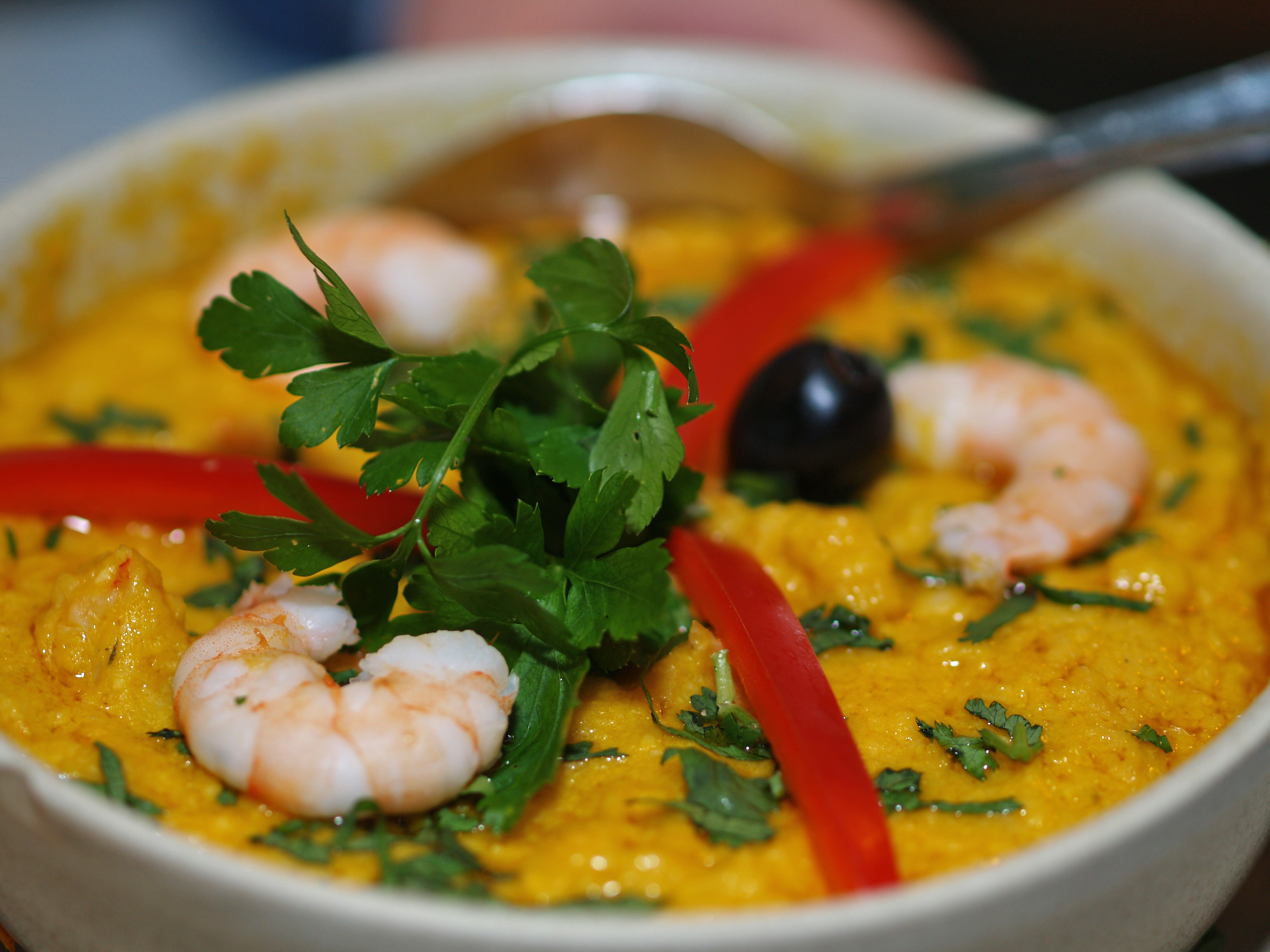
Vatapá

Vatapá ist ein afro-brasilianisches Gericht; besonders charakteristisch ist es für die Stadt Salvador da Bahia und ihre Umgebung.

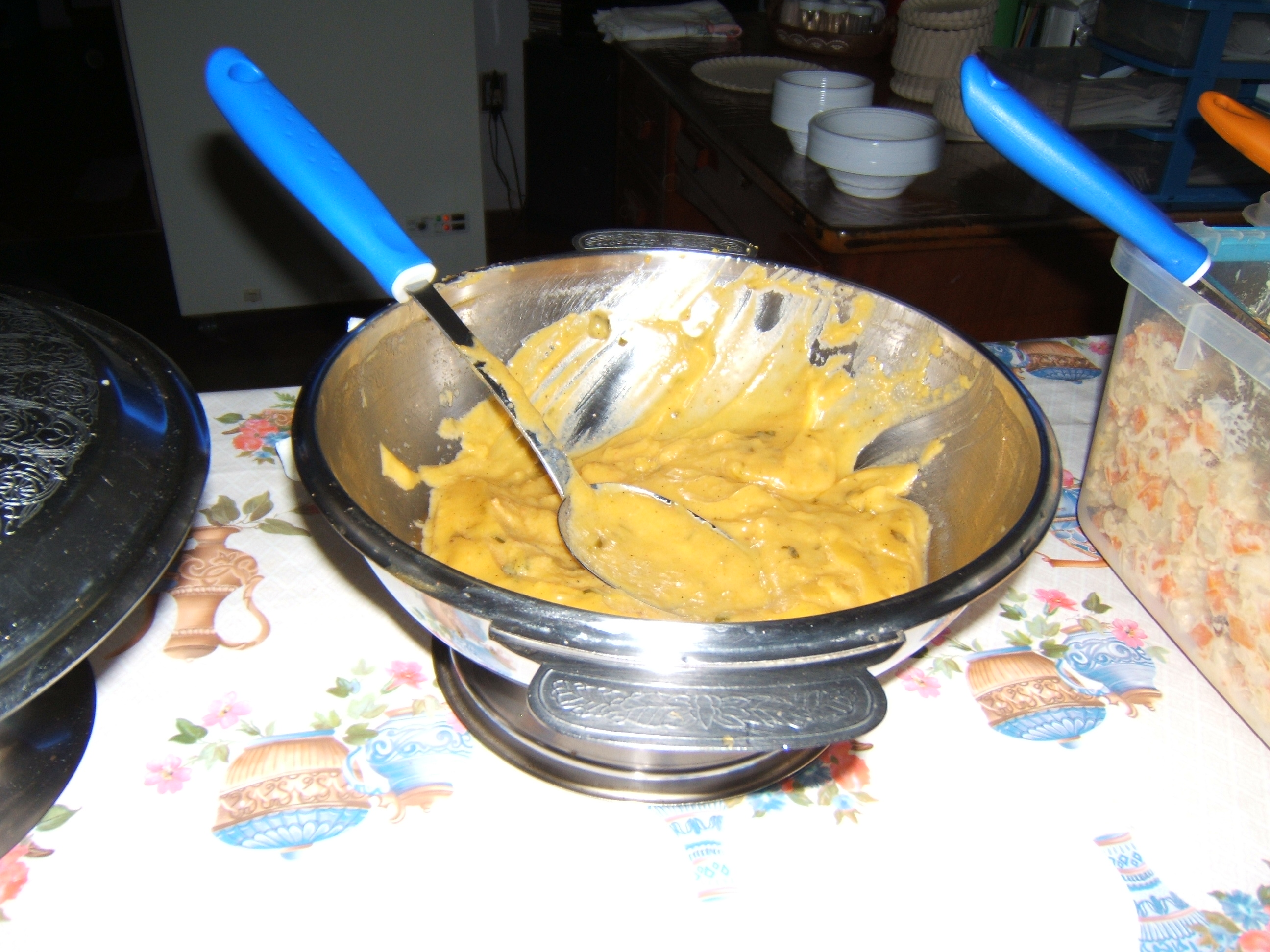
Vatapá

Vatapá ist ein Püree, das aus Fisch, Nusskernen, getrockneten Krabben, eingeweichtem Brot, Dendê-Öl, Kokosmilch und Gewürzen (Koriander, Petersilie, Ingwer und andere) hergestellt wird. Wegen seiner aufwendigen Herstellung ist es kein alltägliches Gericht, wird aber in Bahia typischerweise zu Acarajé und zu verschiedenen Moquecas gereicht.
Seine Bedeutung für die afro-brasilianische Kultur wird auch daran deutlich, dass die Sängerin Gal Costa diesem Gericht ein Lied („Vatapá“, auf der LP/CD „Gal canta Caymmi“) gewidmet hat; auch in Jorge Amados Büchern, etwa „Dona Flor und ihre zwei Ehemänner“, kommt dieses Gericht vor.